# David G. Marr
David George Marr (sinh ngày 22 tháng 9 năm 1937) là một sử gia người Mỹ chuyên về lịch sử hiện đại của Việt Nam.

## Tiểu sử
Marr sinh ra ở Macon, Georgia, con trai của Henry George (nhà kiểm toán) và Louise M. (giáo viên; nhũ danh Brown). Là một cựu đại úy trong Thủy quân lục chiến Mỹ, Marr đã học tiếng Việt khi còn là một sĩ quan trong quân đội Mỹ, sau đó ban đầu đến Việt Nam vào năm 1962. Sau đó Marr theo học tại Đại học Dartmouth (BA) và Đại học California, Berkeley (MA; tiến sĩ năm 1968). Ông là nhà nghiên cứu tại trường nghiên cứu ANU về Thái Bình Dương và Châu Á (RSPAS) từ năm 1975. Ông cũng là biên tập viên của Vietnam Today (Việt Nam ngày nay), và là đồng giám đốc của Trung tâm Tài liệu Đông Dương (Washington và Berkeley). Một trợ lý giáo sư cũ ở Đại học Cornell và Đại học California, ông hiện là Giáo sư về hưu và thỉnh giảng viên trường Văn hóa, Lịch sử & Ngôn ngữ và thành viên cao cấp tại trường Nghiên cứu về vùng Thái Bình Dương, Đại học Quốc gia Úc.